# Río Perdido
El río Perdido (del inglés: 'Perdido River') es un corto río costero del sureste de los Estados Unidos de América que discurre por los estados de Alabama y Florida, con una longitud aproximada de unos 100 km. El río forma la frontera entre los dos estados a lo largo de casi toda su longitud y desemboca en el golfo de México. A principios del siglo XIX desempeñó un papel central en una serie cambios de fronteras y disputas entre Francia, España, Reino Unido y los Estados Unidos.
Nace al sudeste de Alabama en el condado de Escambia, aproximadamente a 11 km de Atmore. Fluye hacia el sur recorriendo 8 kilómetros a 31° latitud Norte, al sur de lo que forma el resto de la frontera de Alabama/Florida. Fluye ESE en un curso tortuoso y entra en el final del norte de la bahía de Perdido en el golfo de México aproximadamente a 15 kilómetros al oeste de Pensacola.

## Historia
Desde 1682 hasta 1763 el río Perdido formó la frontera entre la colonia francesa de Luisiana y la colonia española de Florida. Después de la victoria británica sobre los franceses en la Guerra Franco-india, el Reino Unido recibió el territorio francés colonial al oeste del Perdido, así como la colonia española de Florida, mientras España recibió el territorio francés al oeste del río Misisipí. Los británicos dividieron el nuevo territorio en Florida Occidental y Florida Oriental en el río Apalachicola (cuyo principal afluente el río Chattahoochee forma la mayor parte de la actual frontera entre Alabama y Georgia y una pequeña parte de la frontera entre Florida y Georgia). 
En 1783, como la parte del Tratado de París (1783), Gran Bretaña devolvió toda la Florida a España, que en aquel tiempo controló toda la costa del golfo de México. En 1800 como la parte del Tratado de San Ildefonso, España devolvió Luisiana a Francia, conservando el control del territorio al este del río Misisipí como Florida. 
En 1804, Francia, posteriormente vendió la Luisiana a los EE UU. en la Compra de Luisiana. Esto causó una disputa fronteriza entre EE. UU. y España, donde los EE. UU. reclamaban la tierra al oeste del río Perdido como parte del territorio original francés de Luisiana, mientras que España demandaba que sólo la parte de al oeste del río Misisipí había sido devuelta a Francia. La costa sur del golfo a 31° de latitud entre el Misisipí y el Perdido era la fuente de disputa entre las dos naciones. La disputa fue finalmente resuelta en 1819 mediante el Tratado Adams-Onís, en el cual España cedió toda la Florida a los Estados Unidos. El río Perdido se convirtió en frontera del Territorio de Florida en 1822.